# Illionaire Records
Illionaire Records war ein unabhängiges südkoreanisches Plattenlabel, das im Januar 2011 von den Rappern The Quiett und Dok2 gegründet wurde. Das Label repräsentierte auch den Rapper Beenzino. Trotz seiner geringen Größe galt Illionaire Records aufgrund der Beliebtheit seiner Künstler als eines der einflussreichsten Hip-Hop-Plattenlabels in Südkorea.

## Geschichte
Die Freunde und Rapper The Quiett und Dok2 haben am 1. Januar 2011 Illionaire Records gegründet. Sie haben noch später in diesem Jahr den Rapper Beenzino unter Vertrag genommen. The Quiett sagte später in einem Interview mit Complex, er wolle ein kleines Label gründen, um das traditionelle K-Pop-Major-Label-System zu umgehen.
Das Label erlebte in den ersten Jahren aufgrund der zahlreichen Kooperationen von Dok2 mit dem koreanisch-amerikanischen Sänger und Rapper Jay Park einen rasanten Aufschwung.
Illionaire Records tourte im Sommer 2012 durch Korea. Am 11. November veröffentlichten die drei Künstler den kostenlosen Track "Illionaire Gang", passend zum "Illionaire Day Concert". 2014 war das Label Headliner des "Asian Music Festival Summer Concert" am 21. Mai in New York City. In diesem Sommer veröffentlichte das Label auch ein Compilation-Album mit dem Titel "11:11".
Am 6. Februar 2020 gab Illionaire Records via Instagram bekannt, dass das Gründungsmitglied Dok2 und das Label sich gemeinsam dazu entschieden haben, seinen Vertrag aufzulösen. Für sein Ausscheiden wurde kein Grund genannt.
Illionaire Records gab am 6. Juli 2020 via Instagram und Twitter bekannt, dass das Plattenlabel schließen wird.

## Einfluss auf koreanischen Hip-Hop
Vor der Gründung von Illionaire Records war das Konzept, seinen Wohlstand und seinen sozialen Status zu demonstrieren, in der koreanischen Kultur nicht weit verbreitet, im Gegensatz zur Verbreitung solcher Themen in der westlichen Musikszene. Ein weit verbreitetes Missverständnis unter Einzelpersonen war, dass Rapper in der Regel finanziell zu kämpfen hatten, wie in der ersten Generation von Hip-Hop-Künstlern. Dok2 wollte jedoch innovativ sein. Eine eigene Marke zu etablieren, die der koreanischen Hip-Hop-Szene eine neue Bedeutung verleiht. Illionaire Records hat die Kraft der koreanischen Rap- und Hip-Hop-Musik weiter unter Beweis gestellt. eine der Hauptstützen und Marktführer in der modernen koreanischen Musik zu werden, das Genre bekannt zu machen und es weltweit zu verbreiten. Moderne Rap-Künstler, die auf dieser Erfolgsgeschichte aufbauen, haben sich zu einem bekannten Stakeholder für die Zukunft des koreanischen Hip-Hop entwickelt.

## Nebenprojekte
Dok2 und The Quiett, Gründer von Illionaire Records, hatten im September 2016 ein neues Label unter Illionaire gegründet. Die Tochtergesellschaft wurde Ambition Musik genannt; seinem Namen treu bleiben. Anschließend hatte das neu gegründete Plattenlabel über den offiziellen Instagram-Account von Ambition Musik die Ankunft einer Vielzahl neuer Künstler angekündigt, darunter Kim Hyo-eun, Changmo, Hash Swan und später Ash Island und Leellamarz. Neuzugänge zum Plattenlabel sollten unter Ambition Musik aufgeführt werden, nicht das ursprüngliche Plattenlabel Illionaire.

## Künstler

### Illionaire Records
- The Quiett

### Ambition Musik
- Changmo
- Hash Swan
- Ash Island
- Way Ched
- Leellamarz
- Zene The Zilla
- Kim Hyo-eun

### Ehemalige Künstler
- Dok2
- Beenzino